# Li Yu (Eisschnellläufer)
Li Yu (chinesisch 李雨; * 16. März 1976 in Qiqihar) ist ein ehemaliger chinesischer Eisschnellläufer.

## Werdegang
Li nahm in der Saison 1995/96 in Heerenveen erstmals am Eisschnelllauf-Weltcup teil, wobei er in der B-Gruppe die Plätze 19 und 18 über 500 m errang. In der Saison 1997/98 belegte er bei den Asienmeisterschaften 1998 in Obihiro den achten Platz über 1000 m sowie den sechsten Rang über 500 m und bei den Olympischen Winterspielen 1998 in Nagano den 33. Platz über 1000 m sowie den 26. Rang über 500 m. Im folgenden Jahr wurde er bei den Winter-Asienspielen in Chuncheon Siebter über 1000 m und Fünfter über 500 m. In der Saison 1999/2000 kam er bei der Sprintweltmeisterschaft 2000 in Seoul auf den 27. Platz im Sprint-Mehrkampf sowie bei den Einzelstreckenweltmeisterschaften 2000 in Nagano auf den 14. Rang über 500 m und in der Saison 2000/01 bei der Sprintweltmeisterschaft 2001 in Inzell auf den 33. Platz im Sprint-Mehrkampf sowie bei den Asienmeisterschaften 2001 in Harbin auf den siebten Platz über 1000 m und jeweils auf den fünften Rang über 500 m und 1500 m. In der Saison 2001/02 lief er bei der Sprintweltmeisterschaft 2002 in Hamar auf den 27. Platz im Sprint-Mehrkampf und bei den Olympischen Winterspielen 2002 in Salt Lake City auf den 35. Platz über 1000 m sowie auf den 21. Rang über 500 m. Im folgenden Jahr wurde er bei den Winter-Asienspielen in Hachinohe Neunter über 1000 m sowie Achter über 500 m und erreichte in Salt Lake City mit dem neunten Platz über 100 m sein bestes Ergebnis im Weltcup. Bei der Sprintweltmeisterschaft 2005 in Salt Lake City belegte er den 15. Platz im Sprint-Mehrkampf und bei den Einzelstreckenweltmeisterschaften 2005 in Inzell den 15. Platz über 1000 m sowie den 14. Rang über 500 m. In der Saison 2005/06 absolvierte er in Milwaukee seine letzten Rennen im Weltcup, welche er auf dem 15. Platz über 500 m sowie in der B-Gruppe auf dem 21. Platz über 1000 m beendete und errang bei der Sprintweltmeisterschaft 2006 in Heerenveen den 32. Platz im Sprint-Mehrkampf. Beim Saisonhöhepunkt, den Olympischen Winterspielen 2006 in Turin, belegte er den 33. Platz über 500 m. Zudem wurde er im Jahr 2008 chinesischer Meister im Sprint-Mehrkampf.

## Erfolge

### Olympische Spiele
- 1998 Nagano: 27. Platz 500 m, 38. Platz 1000 m
- 2002 Salt Lake City: 21. Platz 500 m, 35. Platz 1000 m
- 2006 Turin: 33. Platz 500 m

### Einzelstrecken-Weltmeisterschaften
- 2000 Nagano: 14. Platz 500 m
- 2005 Inzell: 14. Platz 500 m, 15. Platz 1000 m

### Sprint-Weltmeisterschaften
- 2000 Seoul: 27. Platz Sprint-Mehrkampf
- 2001 Inzell: 33. Platz Sprint-Mehrkampf
- 2002 Hamar: 27. Platz Sprint-Mehrkampf
- 2005 Salt Lake City: 15. Platz Sprint-Mehrkampf
- 2006 Heerenveen: 32. Platz Sprint-Mehrkampf

### Asienmeisterschaften
- 1998 Obihiro: 6. Platz 500 m, 8. Platz 1000 m
- 2001 Harbin: 5. Platz 500 m, 5. Platz 1500 m, 7. Platz 1000 m

### Winterasienspiele
- 1999 Chuncheon: 5. Platz 500 m, 7. Platz 1000 m
- 2003 Hachinohe: 8. Platz 500 m, 9. Platz 1000 m

## Persönliche Bestzeiten
| Disziplin | Zeit         | Datum            | Ort            |
| --------- | ------------ | ---------------- | -------------- |
| 500 m     | 35,04 s      | 22. Januar 2005  | Salt Lake City |
| 1000 m    | 1:09,58 min  | 22. Januar 2005  | Salt Lake City |
| 1500 m    | 1:48,67 min  | 10. März 2004    | Calgary        |
| 3000 m    | 4:16,63 min  | 1. November 2003 | Calgary        |
| 5000 m    | 8:01,03 min  | 9. März 1994     | Changchun      |
| 10000 m   | 16:57,60 min | 10. März 1994    | Changchun      |